# 特里同跳跃者

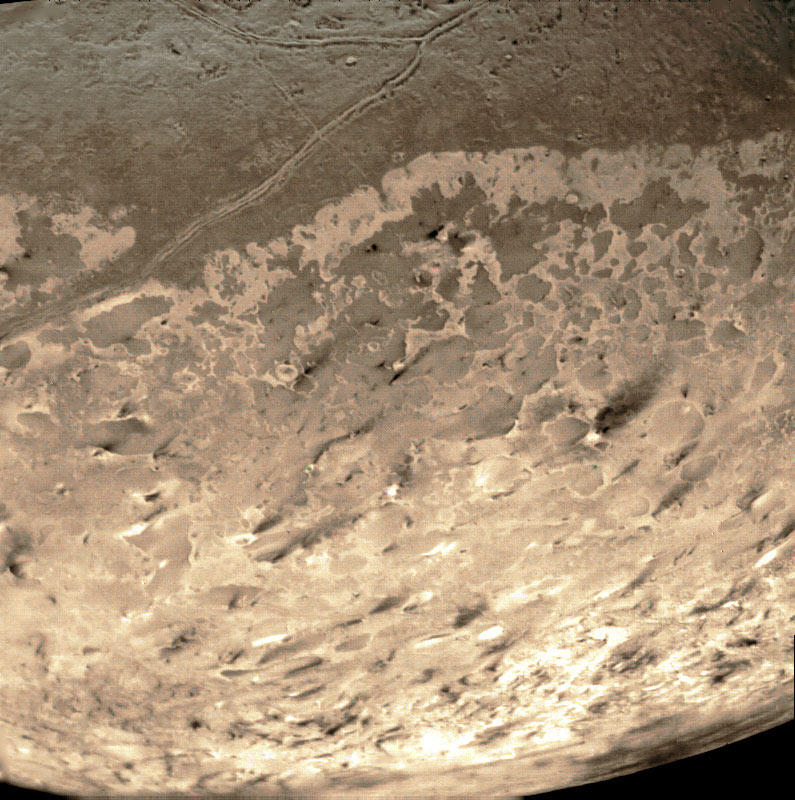
交织分布在海卫一南极层盖表面的深色条纹，被认为是氮气间歇泉爆发留下的尘埃沉积物 。

特里同跳跃者(Triton Hopper)是美国航天局提议一艘前往海卫一(特里同)进行探索的着陆器，其设想是收集并利用海卫一表面丰富的氮冰，作为多次短程飞行的推进剂，以探索该星球上各个地点。这一概念已于2018年3月过渡至第二阶段，以进一步完善设计和探索实施新技术的各个方面。

## 历史
海卫一是海王星最大的卫星，1989年，旅行者2号在距离它40000公里的地方掠过，并在其表面发现了数座冰火山。海卫一在地质上很活跃，它的表面很年轻，撞击坑相对较少，有一层很薄的大气层。
特里同跳跃者概念开始于2015年的第一阶段，并于2018年3月转入第二阶段，在第二阶段，美国宇航局先进概念研究所(NIAC)正在对新技术作进一步的优化。。
 

## 概述
“特里同跳跃者”概念提出收集的地表或地下氮冰，作为放射性同位素火箭发动机的推进剂以在海卫一各处进行探索。最大的技术挑战是了解如何开采当地的地表氮冰以及如何将其加热作为推进剂。据估计，火箭驱动的弹跳将高达1公里，跨越距离5公里。
火箭驱动的飞行器，或者说“跳跃者”，在多样性地形和引力仅为地球8%的星球上具有诸多优势。通过跳跃，可遍历整个半球并进行大气采样。
当飞行时，探测器可从空中拍摄图像和视频。在地面上，又可拍摄并分析地表化学和地质情况。它也可能飞越海卫一表面的间歇泉，并分析间歇泉中喷出的物质。

## 另请参阅
- 彗星跳跃者
- 欧罗巴着陆器，一艘美国宇航局拟议探索木卫二的探测器。
- 三叉戟号，拟议飞越海卫一的探测器任务
- 海洋世界探索计划